# Coelophysidae
Famille
Genres de rang inférieur
- Camposaurus
- Coelophysis
- Gojirasaurus
- Liliensternus
- Lucianovenator
- « Megapnosaurus »
- Panguraptor
- Podokesaurus
- Procompsognathus
- Pterospondylus
- Saltopus
- Segisaurus

Les cœlophysidés (nom scientifique: Coelophysidae) appartiennent à la super-famille des Coelophysoidea.
Les cœlophysidés sont parmi les premiers et les plus primitifs des théropodes carnivores ayant existé sur Terre. Cette famille survécut pendant 50 millions d'années environ, du Trias supérieur au Jurassique inférieur.
Il s'agissait de prédateurs rapides et actifs, chassant peut-être en bande.
Ces dinosaures se distinguaient par de longues jambes, un cou gracile et une longue queue tendue pour équilibrer le corps. Leurs bras, plus courts que les jambes, permettaient d'empoigner leurs proies et de porter la nourriture à leur gueule. Leur tête était anguleuse, avec de nombreuses dents aiguisées et filliformes qui garnissaient leurs mâchoires.

## Référence taxinomique
- Ressources relatives au vivant :   - Paleobiology Database
  - Global Biodiversity Information Facility
  - Interim Register of Marine and Nonmarine Genera